# Consolida stenocarpa
Consolida stenocarpa és una espècie que pertany a la família de les ranunculàcies.

## Descripció
Consolida stenocarpa és una planta herbàcia anual de que fa entre 25 a 40 cm, adpresa i canescent, amb ramificacions laxes i esveltes. les seves fulles són laciniades, lineals, curtes, adpreses i pubescents. Les seves flors són de color blau pàl·lid o malva, de 15 a 20 mm. La seva corol·la està formada per cinc lòbuls; el lòbul superior està formada amb lòbuls arrodonits, més llargs que els lòbuls intermedis que són aguts, estretament dentiformes; els lòbuls laterals són oblics, amplis, obtusos, separats dels lòbuls intermedis per un sinus ample i l'esperó és curt, molt circinat involut. Els seus fol·licles són lineals i oblongs, de 10-13 x 1,5-2 mm, atenuats per sota, arrodonits i bruscament rostrats a l'àpex.

## Distribució i hàbitat
Consolida stenocarpa és endèmica de l'Iran i de Turquia on creix en les estepes i en camps de guaret, entre els 900 i 1300 m. S'associa amb Consolida aconiti i Consolida anthoroidea.
La seva època de floració és entre els mesos de juny i agost.

## Taxonomia
Consolida stenocarpa va ser descrita per Peter Hadland Davis i publicat a Notes from the Royal Botanic Garden, Edinburgh 26: 173, a l'any 1965.
Etimologia
Veure:Consolida
stenocarpa: epítet
Sinonímia
- Aconitella stenocarpa (Hossain & P. H. Davis) Soják
- Delphinium stenocarpum Hossain & P. H. Davis[3]